# (4179) Teutates
(4179) Teutates es un asteroide que forma parte de los asteroides Apolo y fue descubierto el 4 de enero de 1989 por Christian Pollas desde el Sitio de observación de Calern, en Caussols, Francia.

## Designación y nombre
Teutates recibió al principio la designación de 1989 AC.
Más adelante, en 1990, se nombró por Teutates, un dios de la mitología gala.

## Características orbitales

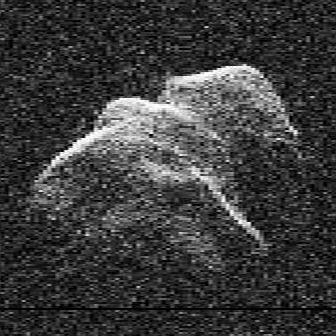
Imagen de radar de Teutates tomada el 26 de noviembre de 1996 por la Red del Espacio Profundo en Goldstone.

Teutates está situado a una distancia media de 2,534 ua del Sol, pudiendo acercarse hasta 0,9385 ua y alejarse hasta 4,129 ua. Tiene una inclinación orbital de 0,4471 grados y una excentricidad de 0,6296. Emplea 1473 días en completar una órbita alrededor del Sol.
Teutates es un asteroide cercano a la Tierra que pertenece al grupo de los asteroides potencialmente peligrosos. Al ser un asteroide cuya órbita cruza la de los planetas, es posible que sea eyectado del sistema solar en unos pocos de millones de años.

## Características físicas
La magnitud absoluta de Teutates es 15,3. Tiene un periodo de rotación de 176 horas y 5,4 km de diámetro. Está asignado al tipo espectral Sk de la clasificación SMASSII.

## Probabilidad de colisión con la Tierra
El paso cercano en septiembre de 2004 causó preocupación y fue suficiente como para pensar en que Teutates pudiese colisionar más adelante con la Tierra. Sin embargo, la probabilidad de colisión se consideró pequeña.